# 日本奈良時代年號列表

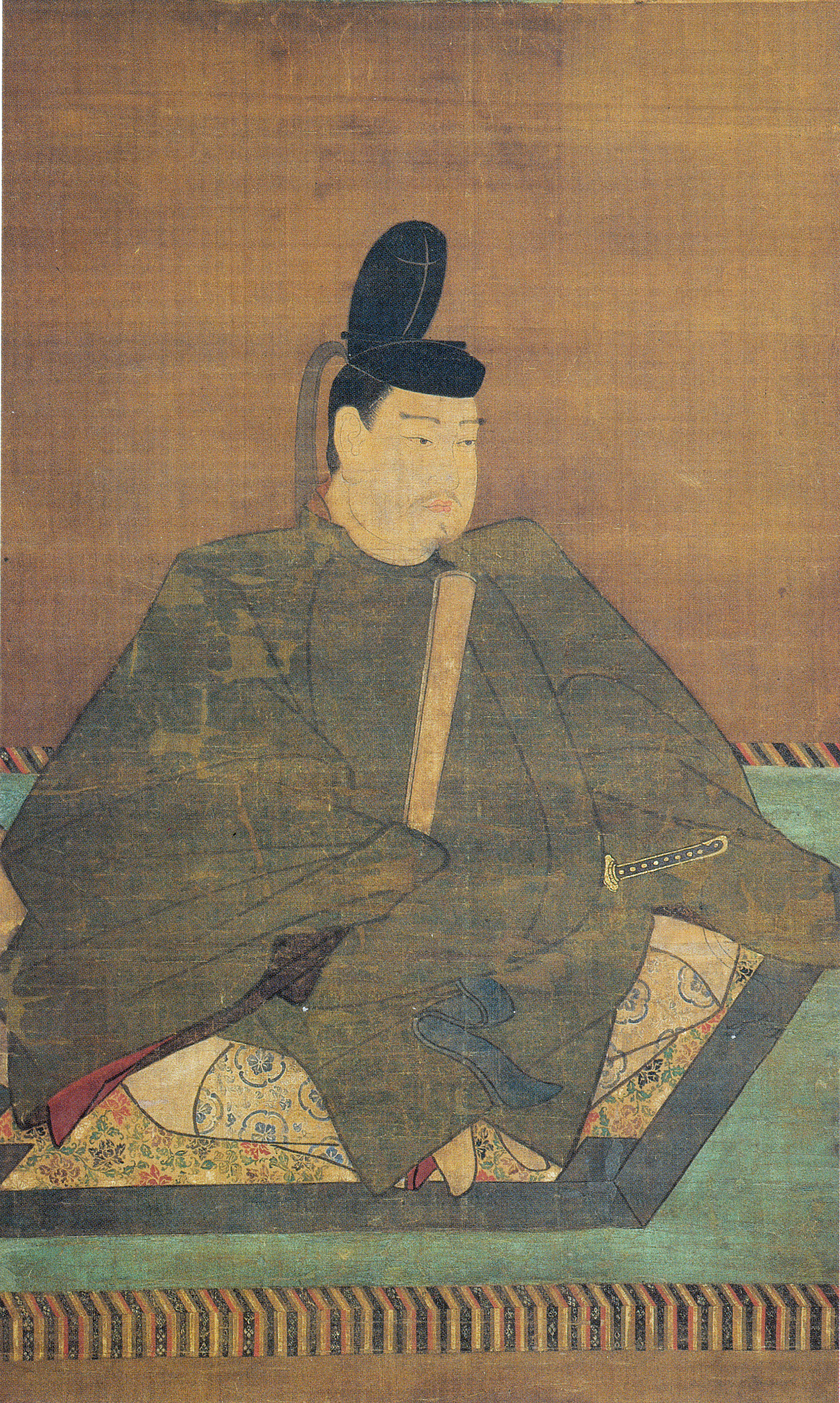
奈良時代是日本唯一出現四字年號的時代，圣武天皇所改的年號天平感宝即為日本四字年號之一

日本自第三十六代孝德天皇即位並建元大化起開始使用年号（日语：／ Nengō、／ Gengō）為其纪年方式，並在文武天皇於701年5月3日（大寶元年三月二十一日）再度恢復使用年號後，一直持續使用年號至今。日本的年號常取中國古籍中的辭句為典故，而改元的原因除天皇即位外，多數出於迷信及牽強附會。因天皇即位而進行的改元通常在天皇即位翌年進行。在奈良時代與平安时代初期，天皇即位外的改元理由往往是出現祥瑞，而朝廷會命令學者尋找古籍中有關相關祥瑞的記載，並予以記錄。奈良時代是日本唯一出現四字年號的時代。另一方面，同在奈良時代期間在位的光仁天皇所改的年號「天應」則是日本唯一一個在正月初一日改元的年號。
以下列表僅收錄奈良時代啓用的日本年號。以下列表中，各年號的使用期與典故主要出自小學館出版的《日本大百科全書》，而每個年號的典故都分別附上维基文库的文本連結供參考。

## 列表
| 年號     | 使用期 （西曆年月日）         | 使用期 （和曆年月日）                | 在位天皇                                                                                     | 改元理由                                            | 典故                                                                                          | 參考 來源     |
| -------- | ----------------------------- | ------------------------------------ | -------------------------------------------------------------------------------------------- | --------------------------------------------------- | --------------------------------------------------------------------------------------------- | ------------- |
| 靈龜     | 715年10月3日 － 717年12月23日 | 元年九月初二日 － 三年十一月十六日   | 元正天皇                                                                                     | 元正天皇即位、左京職獻瑞龜                          | 《周易·頤》：「初九：舍爾靈龜，觀我朵頤。」                                                   | [ 8 ] [ 9 ]   |
| 養老     | 717年12月24日 － 724年3月2日  | 元年十一月十七日 － 八年二月初三日   | 元正天皇                                                                                     | 美濃國生美泉                                        | - 《礼记·王制》：「有虞氏皇而祭，深衣而養老。」 - 《禮記·文王世子》：「凡大合樂，必遂養老。」 | [ 12 ] [ 13 ] |
| 神龜     | 724年3月3日 － 729年9月1日    | 元年二月初四日 － 六年八月初四日     | 圣武天皇                                                                                     | 左京人於白髮池得白龜以獻                            | 《大戴礼记·易本命》：「有甲之蟲三百六十，而神龜為之長。」                                     | [ 16 ] [ 17 ] |
| 天平     | 729年9月2日 － 749年5月3日    | 元年八月初五日 － 二十一年四月十三日 | 圣武天皇                                                                                     | 左京職獻背刻「天王貴平知百年」文字之龜              | - 《周易·咸》：「聖人感人心而天下和平。」 - 《禮記·大學》：「國治而後天下平。」               | [ 21 ] [ 18 ] |
| 天平感宝 | 749年5月4日 － 749年8月18日   | 元年四月十四日 － 元年七月初一日     | 圣武天皇                                                                                     | 陸奧國貢金                                          | （無）                                                                                        | [ 23 ]        |
| 天平感宝 | 749年5月4日 － 749年8月18日   | 元年四月十四日 － 元年七月初一日     | 孝谦天皇                                                                                     | 陸奧國貢金                                          | （無）                                                                                        | [ 23 ]        |
| 天平胜宝 | 749年8月19日 － 757年9月5日   | 元年七月初二日 － 九歲八月十七日     | 孝謙天皇即位                                                                                 | （無）                                              | [ 25 ]                                                                                        |               |
| 天平宝字 | 757年9月6日 － 765年1月31日   | 元年八月十八日 － 九年正月初六日     | 孝謙天皇寢殿天井出現「天下大平」四字、駿河國的蚕織成「五月八日開下帝釋標知天皇命百年息」文字 | （無）                                              | [ 26 ] [ 27 ]                                                                                 |               |
| 天平宝字 | 757年9月6日 － 765年1月31日   | 元年八月十八日 － 九年正月初六日     | 孝謙天皇寢殿天井出現「天下大平」四字、駿河國的蚕織成「五月八日開下帝釋標知天皇命百年息」文字 | （無）                                              | [ 26 ] [ 27 ]                                                                                 | 淳仁天皇      |
| 天平宝字 | 757年9月6日 － 765年1月31日   | 元年八月十八日 － 九年正月初六日     | 孝謙天皇寢殿天井出現「天下大平」四字、駿河國的蚕織成「五月八日開下帝釋標知天皇命百年息」文字 | （無）                                              | [ 26 ] [ 27 ]                                                                                 | 稱德天皇      |
| 天平神護 | 765年2月1日 － 767年9月12日   | 元年正月初七日 － 三年八月十五日     | 稱德天皇即位（孝謙天皇重祚）                                                                 | （無）                                              | [ 28 ]                                                                                        |               |
| 神護景雲 | 767年9月13日 － 770年10月22日 | 元年八月十六日 － 四年九月二十九日   | 天現慶雲                                                                                     | （無）                                              | [ 29 ]                                                                                        |               |
| 寶龜     | 770年10月23日 － 781年1月29日 | 元年十月初一日 － 十一年十二月三十日 | 光仁天皇                                                                                     | 肥後國獻白龜                                        | 《禮記·樂記》：「青黑緣者，天子之寶龜也。」                                                   | [ 31 ] [ 32 ] |
| 天應     | 781年1月30日 － 782年9月29日  | 元年正月初一日 － 二年八月十八日     | 光仁天皇                                                                                     | 天現美雲                                            | 《周易·革》：「汤武革命，順乎天而應乎人，革之時義大矣哉！」                                   | [ 34 ] [ 32 ] |
| 天應     | 781年1月30日 － 782年9月29日  | 元年正月初一日 － 二年八月十八日     | 桓武天皇                                                                                     | 天現美雲                                            | 《周易·革》：「汤武革命，順乎天而應乎人，革之時義大矣哉！」                                   | [ 34 ] [ 32 ] |
| 延曆     | 782年9月30日 － 806年6月7日   | 元年八月十九日 － 二十五年五月十七日 | 桓武天皇即位                                                                                 | 《羣書治要·卷第二十六》：「民詠德政，則延期過歷。」 | [ 36 ]                                                                                        |               |
| 延曆     | 782年9月30日 － 806年6月7日   | 元年八月十九日 － 二十五年五月十七日 | 桓武天皇即位                                                                                 | 《羣書治要·卷第二十六》：「民詠德政，則延期過歷。」 | [ 36 ]                                                                                        | 平城天皇      |